# 안데르스 요나스 옹스트룀

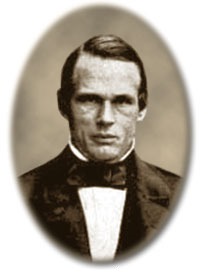
안데르스 요나스 옹스트룀

안데르스 요나스 옹스트룀(스웨덴어: Anders Jonas Ångström, 1814년 8월 13일 ~ 1874년 6월 21일) 은 스웨덴의 물리학자이다. 웁살라 대학을 졸업하고 동대학의 교수가 되었다. 열학·자기학·광학 등에 관한 연구 및 태양 스펙트럼·북극광의 스펙트럼에 관한 연구로 유명하다. 빛의 파장 측정에 사용되는 "옹스트롬" 단위는 그의 이름에서 따온 것이다.

## 같이 보기
- 구스타프 키르히호프
- 시어도어 라이먼
- 프리드리히 파셴
- 요한네스 뤼드베리
- 분광학

## 참고 자료
- 이 문서에는 다음커뮤니케이션(현 카카오)에서 GFDL 또는 CC-SA 라이선스로 배포한 글로벌 세계대백과사전의 내용을 기초로 작성된 글이 포함되어 있습니다.